# 索默倫
索默倫（荷蘭語：Someren）是荷蘭的一個市鎮，位於荷蘭南部，在行政區劃上屬於北布拉班特省。索默倫下轄有四個居民點。

## 外部連結
- 维基共享资源上的相關多媒體資源：索默倫
- Official website （页面存档备份，存于）